# Слива муме
Слива муме, абрикоса муме (Prunus mume) (яп. ウメ, МФА: [ume], кит.: 梅)  — вид сливових дерев родини розових. Поширений у Східній Азії, зокрема, в Китаї, Тайвані, Кореї, Японії і В'єтнамі. Середня висота 5—10 м. Кора дерев темносіра, зі зморшками. Квітне в лютому-березні, до розпускання листя. Має запашні п'ятипелюсткові квітки, діаметром 2—3 см, зазвичай монотонні. Листя чергове, яйцеподібне, довжиною 4—8 см.

## Назви

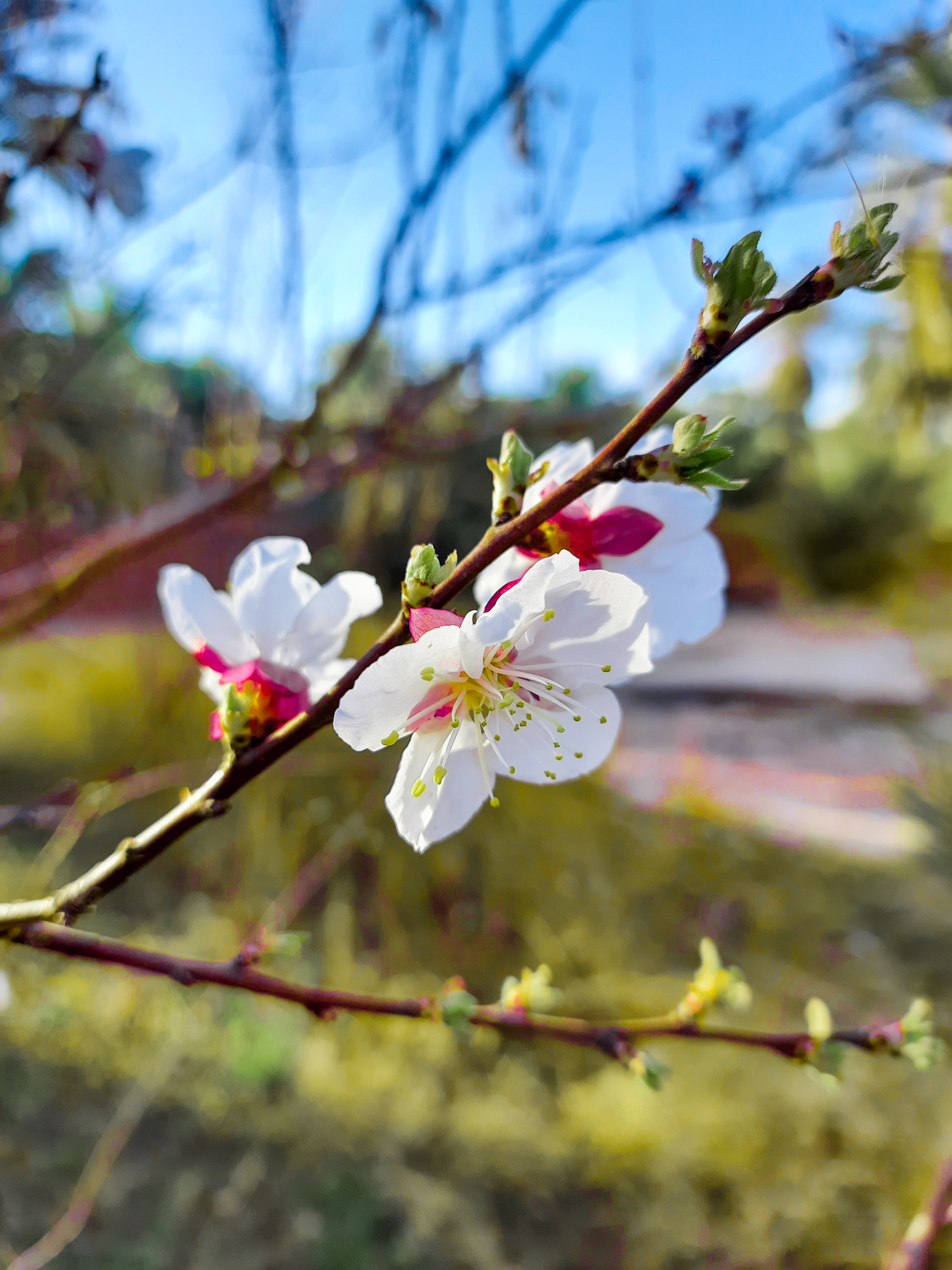
Японська слива

Латинська назва виду — Prunus mume (Слива муме). Вона була надана німецьким лікарем Філіпом фон Зібольдом, що декілька років займався вивченням флори і фауни в Японії. Складова назви «муме» є калькою японського слова «уме» (яп. 梅, МФА: [ume]), яким японці позначають цю рослину.
В японській мові окрім традиційного слова «уме» використовують інші поетичні назви:
- дерево гарного візерунку (яп. 好文木, こうぶんぼく, МФА: [koːbumboku̥]);
- трава, що сповіщає весну (яп. 春告草, はるつげぐさ, МФА: [haɾut͡sugegusa]);
- дерев'яна квітка (яп. 木の花, このはな, МФА: [konohana]);
- перша славетна трава (яп. 初名草, はつなぐさ, МФА: [hat͡sunagusa]);

Китайською мовою цю рослину називають «мей» (кит. трад.: 梅). Від цієї назви походять корейська назва «ме» (кор. 梅, 매) і в'єтнамська «май» (в'єт. mai).
В англійській мові рослину називають «японським абрикосом» (англ. Japanese apricot), «японською сливою» (Japanese plum) або «китайською сливою» (Chinese plum), однак в українській мові назва «слива японська» відноситься до виду Prunus japonica, а «японська слива» та «китайська слива» (як назви культури) - до виду Prunus salicina.

## Опис

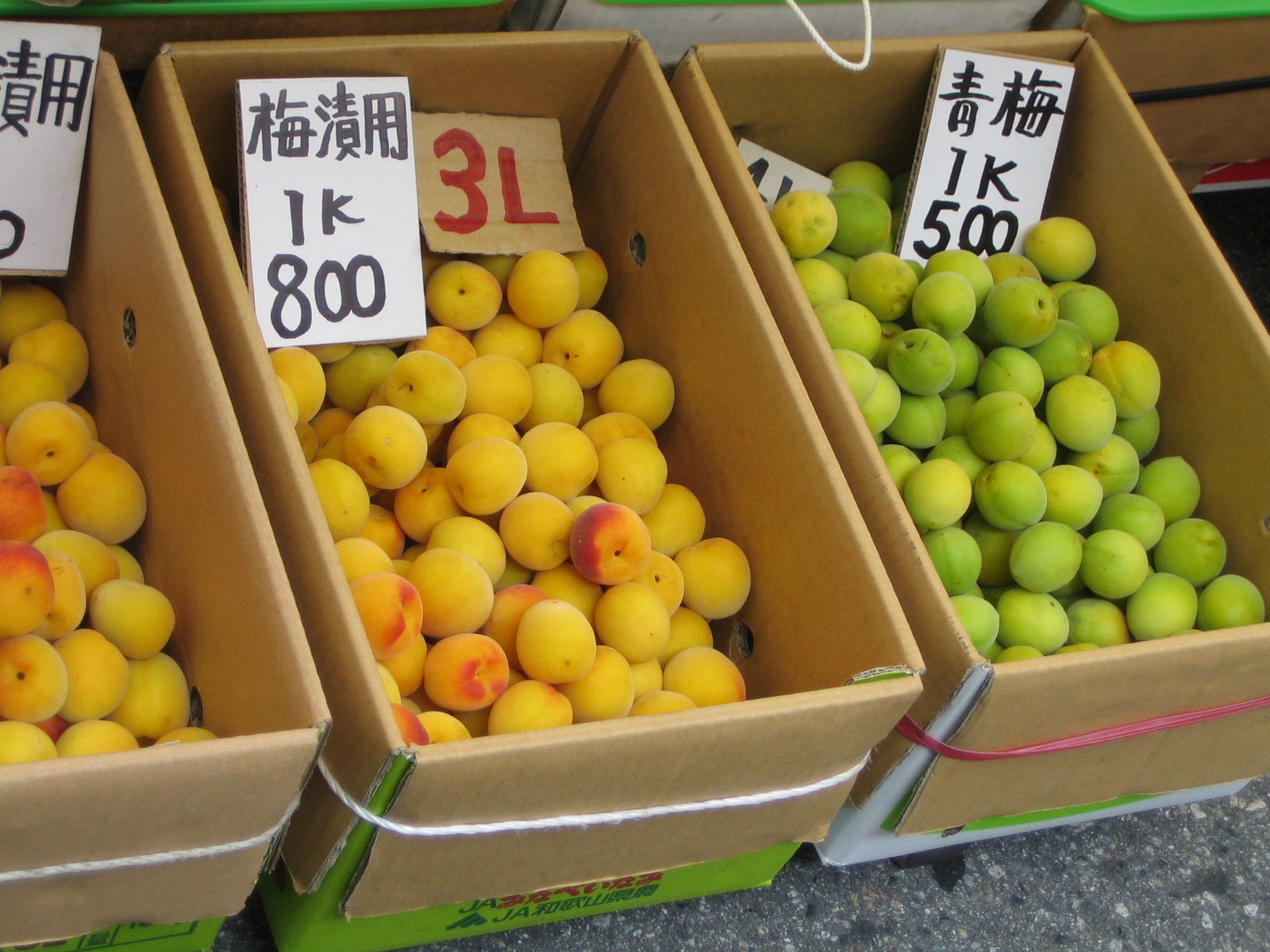
Плоди японської сливи різного ступеню стиглості в супермаркеті

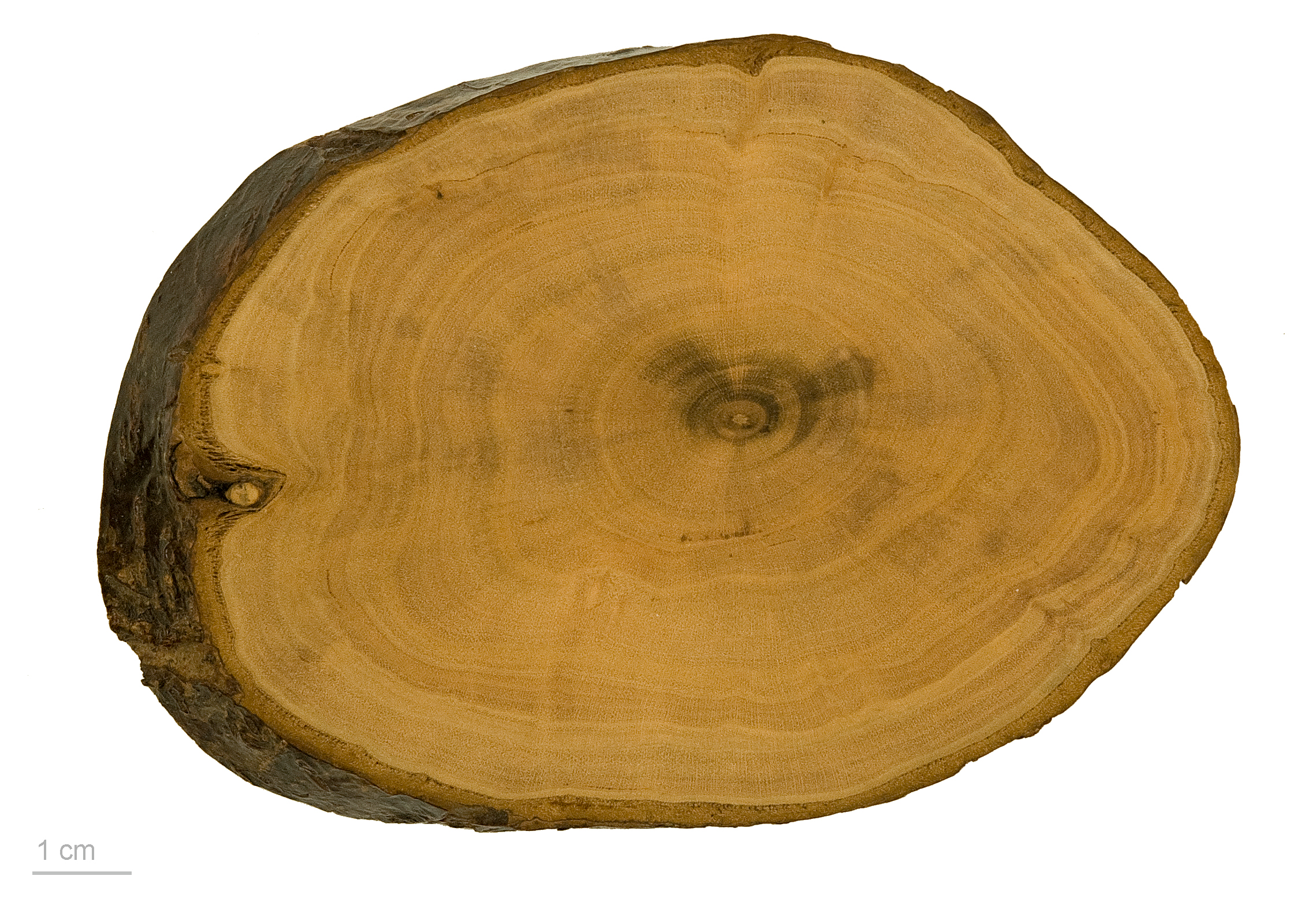
Prunus mume — Тулузький музей

Квітне японська слива пізньої зими, переважно наприкінці лютого, до появи листя. Кожна квітка має 5 пелюсток і становить 1-3 см в діаметрі. Цвіт як правило білого кольору, проте інколи зустрічаються рожеві або червоні квітки. Листя з'являється незабаром після опадання пелюсток. Воно овальне, загострене на кінці. Японська слива плодоносить раннього літа, як правило у червні. Через те, що збирання плодів відбувається у сезон дощів, його називають «сезоном сливових дощів» (яп. 梅雨, цую або бай'ю). Плід японської сливи круглий з невеликим пазком від корішка основи до верхівки. Незрілі плоди мають зелений колір, який поступово перетворюється на жовтий або навіть червоний, коли вони дозріють. М'якоть плоду має жовтий колір.

## В культурі
Японська слива вважається національною квіткою Китаю. Вона служить мотивом багатьох китайських класичних мистецьких творів. В традиційному Китаї слива є символом східноазійського Нового року. Її квіти уособлюють кінець зими і сповіщають про прихід весни. Під впливом китайської культури символіка сливи була запозичена сусідніми народами — корейцями і японцями.
21 липня 1964 року слива була офіційно визнана національною квіткою Китайської Республіки (Тайвань). Вона також є логотипом авіакомпанії China Airlines, національного перевізника Тайваню. Квітка зображена на деяких монетах нового тайванського долара.

## Використання
Плоди уме використовують при виробництві традиційного японського лікеру умешу.